# 凯纳斯·阿迪·哈里安托
凯纳斯·阿迪·哈里安托（1993年6月26日—），印尼男子羽毛球運動員。

## 簡歷
2015年9月，凯纳斯·阿迪·哈里安托出戰越南國際系列賽，與哈迪安托合作贏得男子雙打冠軍。

## 主要比賽成績
只列出曾進入準決賽的國際賽事成績：
| 年份   | 賽事                     | 公開賽級別 | 項目     | 搭檔                            | 成績   |
| ------ | ------------------------ | ---------- | -------- | ------------------------------- | ------ |
| 2012年 | 馬爾代夫羽毛球國際挑戰賽 | 國際挑戰賽 | 男子雙打 | Sigid Sudrajad                  | 準決賽 |
| 2015年 | 越南羽毛球國際挑戰賽     | 國際挑戰賽 | 男子雙打 | 哈迪安托                        | 準決賽 |
| 2015年 | 印尼羽毛球國際系列賽     | 國際系列賽 | 男子雙打 | 哈迪安托                        | 準決賽 |
| 2015年 | 新加坡羽毛球國際系列賽   | 國際系列賽 | 男子雙打 | 哈迪安托                        | 亞軍   |
| 2015年 | 印尼羽毛球國際挑戰賽     | 國際挑戰賽 | 男子雙打 | 哈迪安托                        | 準決賽 |
| 2015年 | 越南羽毛球國際系列賽     | 國際系列賽 | 男子雙打 | 哈迪安托                        | 冠軍   |
| 2016年 | 波蘭羽毛球公開賽         | 國際挑戰賽 | 男子雙打 | 哈迪安托                        | 冠軍   |
| 2016年 | 奧爾良羽毛球國際挑戰賽   | 國際挑戰賽 | 男子雙打 | 哈迪安托                        | 亞軍   |
| 2016年 | 越南羽毛球大獎賽         | 大獎賽     | 男子雙打 | 哈迪安托                        | 準決賽 |
| 2016年 | 澳門羽毛球黃金大獎賽     | 黃金大獎賽 | 男子雙打 | 哈迪安托                        | 準決賽 |
| 2017年 | 伊朗羽毛球國際挑戰賽     | 國際挑戰賽 | 男子雙打 | 穆罕默德·利萨·巴列维·伊斯法哈尼 | 亞軍   |
| 2017年 | 奧爾良羽毛球國際挑戰賽   | 國際挑戰賽 | 男子雙打 | 穆罕默德·利萨·巴列维·伊斯法哈尼 | 亞軍   |
| 2017年 | 印尼羽毛球國際系列賽     | 國際系列賽 | 男子雙打 | 穆罕默德·利萨·巴列维·伊斯法哈尼 | 亞軍   |
| 2017年 | 紐西蘭羽毛球黃金大獎賽   | 黃金大獎賽 | 男子雙打 | 穆罕默德·利萨·巴列维·伊斯法哈尼 | 準決賽 |
| 2017年 | 新加坡羽毛球國際系列賽   | 國際系列賽 | 男子雙打 | 穆罕默德·利萨·巴列维·伊斯法哈尼 | 冠軍   |
| 2017年 | 印尼羽毛球國際挑戰賽     | 國際挑戰賽 | 男子雙打 | 穆罕默德·利萨·巴列维·伊斯法哈尼 | 亞軍   |
| 2018年 | 印尼羽毛球國際挑戰賽     | 國際挑戰賽 | 男子雙打 | 阿格里皮纳·普里玛·罗曼托·普特拉 | 準決賽 |
| 2019年 | 越南羽毛球國際挑戰賽     | 國際挑戰賽 | 男子雙打 | 利安·阿刚·萨普特拉              | 冠軍   |
| 2019年 | 印尼羽毛球國際挑戰賽     | 國際挑戰賽 | 男子雙打 | 利安·阿刚·萨普特拉              | 準決賽 |
| 2022年 | 印尼羽毛球國際系列賽     | 國際系列賽 | 男子雙打 | Reinard Dhanriano               | 亞軍   |
| 2022年 | 印尼羽毛球國際挑戰賽     | 國際挑戰賽 | 男子雙打 | Reinard Dhanriano               | 準決賽 |

| 2007-2017年 | 首要超級賽 | 超級賽 | 黃金大獎賽 | 大獎賽 | 國際挑戰賽 | 國際系列賽 | 未來系列賽 | 其他 |

| 2018-2026年 | 總決賽 | 超級1000賽 | 超級750賽 | 超級500賽 | 超級300賽 | 超級100賽 | 國際挑戰賽 | 國際系列賽 | 未來系列賽 | 其他 |